# 阿久津浩之
阿久津 浩之（あくつ ひろゆき、1983年9月13日 - ）は栃木県出身で、日本競輪選手会東京支部に所属する競輪選手（当初は群馬支部所属）。旧日本競輪学校第94期生。
実弟の阿久津尚二は、富士通陸上競技部に所属した同競技長距離系種目の元選手。

## 来歴

### 野球選手時代
中学校時代に、全国中学校駅伝大会でチームとして2位を経験。その後、佐野日本大学高等学校へ進み、元巨人の会田有志らと2001年に開催された第83回全国高等学校野球選手権大会に出場（2試合で2打数無安打）。
その後、亜細亜大学の硬式野球部に入部し、1年時となる2002年の全日本大学野球選手権大会で優勝を経験したが、翌2003年に同大学の陸上競技部に転部。駅伝を中心とした長距離系で活動。2004年及び2005年の出雲全日本大学選抜駅伝競走に出場した。

### 競輪選手時代
その後、高校の先輩にあたる兵藤一也（競輪学校第82期生）に師事し、競輪学校第94期生となる。
2008年7月16日、松戸競輪場でデビューし5着。初勝利は同年8月1日の宇都宮競輪場で挙げた。
2020年5月28日付けで、日本競輪選手会東京支部に移籍。